# ایدا نوداک
ایدا نوداک (آلمانی: Ida Noddack؛ زاده ۲۵ فوریه ۱۸۹۶ درگذشته ۲۴ سپتامبر ۱۹۷۸) شیمی‌دان و فیزیک‌دان اهل آلمان بود.